# Josep Saurí i Vergés
Josep Saurí i Vergés (Granollers, 1768 - 1834) fou un compositor i clergue català. Va regir el magisteri de la capella de Canet de Mar entre els anys 1793 i 1834.

## Biografia
Josep Saurí va néixer a la ciutat de Granollers l'any 1768. Va ser fill de Cristòfol Saurí i Valls i Madrona Vergés.
A partir del traspàs de l'anterior mestre de capella (Tomàs Milans) el repertori canetenc es va centrar en la producció pròpia, escrita pels serveis musicals de la seva capella, amb una disminució molt notable dels efectius vocals i instrumentals. Aquest fet provocà que Josep Saurí s'instauri com un dels mestres de la parroquial més representatius.
Al 9 de juliol de 1798, va aconseguir la concessió d'un ajut econòmic per part del Bisbat de Girona per poder pagar les despeses extres que tenia amb la capella de Santa Maria del Mar durant el transcurs de les festes de Sant Pere. El motiu era que, el comte de Barcelona Francesc Tarroja havia disposat una suma de diners demanant l'assistència de músics per solemnitzar aquelles festes. Aquest fet li va reportar una feina sobreafegida de la qual no va ser recompensat.

## Obres
Es conserven obres seves als fons musicals de la Catedral de Girona (GiC), la Basílica de Santa Maria d'Igualada (SMI), de l'Església Parroquial de Sant Pere i Sant Pau de Canet de Mar (CMar) i a l'arxiu Comarcal de l'Urgell amb els fons de Ramon Florensa (TagF).
Trobem un total de 192 obres fetes per aquest autor, repartides en:
- 19 Antífones
- 2 Ave Maria
- 3 Cants Espirituals
- 3 Càntics
- 4 Cobles
- 8 Completes
- 15 Golgs
- 8 Graduals
- 24 Himnes
- 1 Lament
- 17 Misses
- 17 Motets
- 3 Nones
- 2 Ofertoris
- 3 Rèquiems
- 3 Responsoris
- 29 Rosaris
- 6 Salms
- 7 Salves
- 3 Seqüències
- 3 Vespres
- 10 Villancets
- 1 Ària
- 1 Introit